# Araras

Vị trí của Araras trong bản đồ bang São Paulo

Araras là một đô thị ở bang São Paulo, Brasil. Araras có dân số (năm 2007) là 108.689 người, diện tích là 643,457 km², mật độ dân số 181,2 người/km². Araras nằm ở độ cao 629 m, cách thủ phủ bang São Paulo 174 km. Theo điều tra năm 2000, Araras có:
- Tổng dân số 104.196 người, trong đó, dân số thành thị: 97.860, nông thôn: 6336 người.
- Nam giới: 52.079, nữ giới: 52.117 người.
- Mật độ dân số 161,95 người/km².
- Tuổi thọ bình quân: 74,61 năm.
- Tỷ lệ trẻ dưới 1 tuổi tử vong (trên 1 triệu): 10,16
- Chỉ số phát triển con người: 0,828
- Tỷ lệ sinh (trẻ/bà mẹ): 2,3

Araras giáp các đô thị:
Bắc: Leme; 
Nam: Limeira, Cordeirópolis, Engenheiro Coelho; 
Đông: Arthur Nogueira, Mogi-Guaçu, Conchal; 
Tây: Santa Gertrudes, Rio Claro và Corumbataí